# Движение за оборону Республики
Движение за оборону Республики (англ. Movement for the Defence of the Republic, фр. Mouvement pour la Défense de la République) — политическая партия в Камеруне; была основана в 1991 году Даколе Дайссалой, возглавлялась им со дня основания до самой смерти.
В 1992 году партия вошла в Национальное собрание, получив 6 мест. В 1997 году они выиграли только одно место и потеряли его в 2002 году. После череды поражений ДОР вернулись в Национальное собрание после парламентских выборов 2013 года.
После смерти основателя и главы партии Даколе Даиссалы 9 августа 2022 года, в декабре того же года партию возглавил бывший пресс-секретарь ДОР Паулин Джорве..
Ныне Движение за оборону Республики имеет двух депутатов в Национальном собрании, одного сенатора и контролирует три мэрии.

## Выборы

### Президентские выборы
| Выборы | Кандидат от партии   | Голоса               | %                    | Результат            |
| ------ | -------------------- | -------------------- | -------------------- | -------------------- |
| 1992   | Не принимали участия | Не принимали участия | Не принимали участия | Не принимали участия |
| 1997   | Самуэль Эбуа         | 83,506               | 2.44%                | Проигрыш             |
| 2004   | Не принимали участия | Не принимали участия | Не принимали участия | Не принимали участия |
| 2011   | Не принимали участия | Не принимали участия | Не принимали участия | Не принимали участия |
| 2018   | Не принимали участия | Не принимали участия | Не принимали участия | Не принимали участия |

### Выборы в Национальное собрание
| Выборы | Лидер партии    | Голоса | %    | Места    | +/– | Позиция | Исход                      |
| ------ | --------------- | ------ | ---- | -------- | --- | ------- | -------------------------- |
| 1992   | Даколе Даиссала | 87,440 | 4.09 | 6 из 180 | ▲ 6 | ▲ 4-е   | Оппозиция                  |
| 1997   | Даколе Даиссала | 71,762 | 2.48 | 1 из 180 | ▼ 5 | ▼ 6-е   | Оппозиция                  |
| 2002   | Даколе Даиссала |        |      | 0 из 180 | ▼ 1 |         | Внепарламентская оппозиция |
| 2007   | Даколе Даиссала | 47,992 | 1.53 | 0 из 180 | ▬   | ▲ 4-е   | Внепарламентская оппозиция |
| 2013   | Даколе Даиссала |        |      | 1 из 180 | ▲ 1 | ▼ 7-е   | Оппозиция                  |
| 2020   | Даколе Даиссала |        |      | 2 из 180 | ▲ 2 | ▬ 7-е   | Оппозиция                  |